# Circonscription de Denison
La circonscription de Denison est une ancienne circonscription électorale australienne au sud-est de la  Tasmanie. Elle porte le nom de Sir William Denison qui fut vice-gouverneur de Tasmanie (la Terre de Van Diemen à l'époque) de 1847 à 1855.
Elle a été créée en 1903. Elle est située dans le centre-ville de Hobart et comprend les quartiers de Glenorchy, New Town et Taroona.
Elle a toujours été un siège marginal même si elle a été détenue par le Parti travailliste de 1987 à 2010.
Elle est remplacée par la circonscription de Clark à la suite du redécoupage 2016-17.

## Députés
| Nom                 | Parti            | Période de mandat |
| ------------------- | ---------------- | ----------------- |
| Philip Fysh         | Protectionniste  | 1903–1906         |
| Philip Fysh         | Anti-socialiste  | 1906–1909         |
| Philip Fysh         | Commonwealth     | 1909–1910         |
| William Laird Smith | Travailliste     | 1910-1916         |
| William Laird Smith | Nationaliste     | 1916-1922         |
| David O'Keefe       | Travailliste     | 1922-1925         |
| John Gellibrand     | Nationaliste     | 1925-1928         |
| Charles Culley      | Travailliste     | 1928-1931         |
| Arthur Hutchin      | United Australia | 1931–1934         |
| Gerald Mahoney      | Travailliste     | 1934-1940         |
| Arthur Beck         | United Australia | 1940–1943         |
| John Gaha           | Travailliste     | 1943-1949         |
| Athol Townley       | Libéral          | 1949–1964         |
| Adrian Gibson       | Libéral          | 1964–1969         |
| Robert Solomon      | Libéral          | 1969–1972         |
| John Coates         | Travailliste     | 1972-1975         |
| Michael Hodgman     | Libéral          | 1975–1987         |
| Duncan Kerr         | Travailliste     | 1987-2010         |
| Andrew Wilkie       | Indépendant      | 2010-2019         |

## Résultats des élections
| Parti                                        | Parti                        | Candidat                     | Voix   | %     | ±     |
| -------------------------------------------- | ---------------------------- | ---------------------------- | ------ | ----- | ----- |
|                                              | Indépendant                  | Andrew Wilkie                | 29 372 | 44,07 | +5,99 |
|                                              | Travailliste                 | Jane Austin                  | 15 335 | 23,01 | −1,74 |
|                                              | Libéral                      | Marcus Allan                 | 13 267 | 19,90 | −3,33 |
|                                              | Verts                        | Jen Brown                    | 7 068  | 10,60 | +2,68 |
|                                              | Démocrates-chrétiens         | Amanda Excell                | 980    | 1,47  | +1,47 |
|                                              | Travailliste démocratique    | Wayne Williams               | 632    | 0,95  | +0,10 |
| Total des suffrages exprimés                 | Total des suffrages exprimés | Total des suffrages exprimés | 66 654 | 97,08 | +1,30 |
| Votes nuls                                   | Votes nuls                   | Votes nuls                   | 2 002  | 2,92  | −1,30 |
| Participation                                | Participation                | Participation                | 68 656 | 92,82 | −1,44 |
| Résultat de préférence bipartite (notionnel) |                              |                              |        |       |       |
|                                              | Travailliste                 | Jane Austin                  | 43 550 | 65,34 | +6,43 |
|                                              | Libéral                      | Marcus Allan                 | 23 104 | 34,66 | −6,43 |
| Résultat de préférence bicandidat            |                              |                              |        |       |       |
|                                              | Indépendant                  | Andrew Wilkie                | 45 176 | 67,78 | +2,27 |
|                                              | Travailliste                 | Jane Austin                  | 21 478 | 32,22 | −2,27 |
|                                              | Indépendant retenir          | Indépendant retenir          | Swing  | +2,27 |       |